# 세키가하라 대전투
《세키가하라 대전투》(일본어: 関ヶ原, 영어: Sekigahara)는 2017년 일본에서 개봉한 하라다 마사토 감독의 전쟁 영화다. 1600년 일본 다이묘들이 도요토미 히데요시 사후의 패권을 놓고 동군과 서군으로 나뉘어 싸운 세키가하라 전투를 다룬 작품으로, 시바 료타로의 1966년 소설 《세키가하라 전투》가 원작이다.
하라다 마사토가 각본과 연출을 맡았고, 오카다 준이치, 야쿠쇼 코지, 아리무라 카스미 등이 출연하였다.
2018년 제41회 일본 아카데미상에서 촬영상, 조명상, 녹음상을 수상했다.

## 출연진

### 주연
- 오카다 준이치
- 야쿠쇼 코지
- 아리무라 카스미

### 조연
- 히라 타케히로
- 히가시데 마사히로
- 나카고시 노리코
- 키타무라 유키야
- 이토 아유미
- 와다 마사토

## 제작진
- 촬영: 시바누시 타카히데
- 조명: 마야니시 타카아키
- 녹음: 마사토 야노